# Johann Heinrich Fischer (Maler)
Johann Heinrich Fischer (* 8. Mai 1735 in Siegburg; † nach 1789) war ein deutscher Historien- und Porträtmaler des 18. Jahrhunderts.

## Leben und Wirken

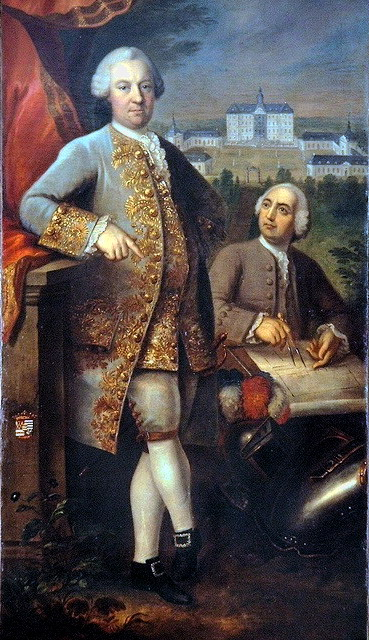
Gemälde von Johann Heinrich Fischer. Das Doppelbildnis stellt den Bauherrn des Schlosses Wilhelm Otto Friedrich Reichsgraf von Quadt und Matthieu Soiron oder dessen Bruder François dar. Im Hintergrund ist Schloss Wickrath mit dem Hochschloss und den Flügeln der Vorburg abgebildet.

Der Sohn des Malers Johann Heinrich dem Älteren aus Siegburg gehörte um 1750 zur kurfürstlichen Hofwerkstatt in Bonn, die sich an den dort bis 1761 tätigen Hofmaler George Desmarées orientierte. Fischer wurde sein Nachfolger und stand in den Jahren 1762 bis 1788 im Dienst der Kölner Kurfürsten Maximilian Friedrich von Königsegg-Rothenfels und Maximilian Franz von Österreich.
Fischers erstes überliefertes Werk stammt aus dem Jahr 1754 und befindet sich im Kölnischen Stadtmuseum. Es verdeutlicht seine Stilrichtung gemäß der Bonner Hofwerkstatt. Im Jahr 1762 entstand sein Porträt von Kurfürst Max Friedrich von Königsegg - Rothenfels und 1773 porträtierte er den Bauherren von Schloss Wickrath, Wilhelm Otto Friedrich von Quadt, mit seinem Baumeister Matthieu Soiron.
Dieses Bild wurde 2001 auf der Auktion bei Sotheby’s von der Otto-von-Bylandt-Gesellschaft ersteigert und anschließend in Schloss Rheydt präsentiert. Vor 1933 befand es sich in Isny.

## Werke
- 1756: Porträt Caspar Anton von Belderbusch, kurkölnischer Staatsminister
- um 1760: Anbetung der Hirten, urspr. angefertigt für die Ausstattung von St. Martin, einer Propstei der Siegburger Abtei Michaelsberg (nach 1802 bis zu deren Aufhebung 2011)  auf dem Martinsberg bei Remagen,
- 1762: Porträt Maximilian Friedrich von Königsegg-Rothenfels, Erzbischof von Köln
- 1764: Zwei Bildnisse des Annoschreins, Siegburg[2]
- 1773: Wilhelm Otto Friedrich von Quadt mit seinem Baumeister Matthieu Soiron und Schloss Wickrath im Hintergrund[3]
- vor 1785: Porträt Caroline von Satzenhofen,  Äbtissin des adeligen Damenstifts Vilich